# Долматовы
Долматовы — деревня в Слободском районе Кировской области в составе Денисовского сельского поселения.

## География
Находится на расстоянии примерно 3 км на север-северо-восток от районного центра города Слободской.

## История
Была известна с 1678 года как деревня Обросовская с 3 дворами. В 1764 году здесь учтено было 23 жителя. В 1873 году учтено здесь (деревня Абросовская 2-я или Негоди)  было  дворов 8 и жителей 55, в 1905 10 и 70, в 1926 12 и 62, в 1950 17 и 57, в 1989 оставалось 2 жителя. Нынешнее название появилось с 1939 года. Ныне фактически представляет собой часть деревни Стеклофилины.

## Население
Постоянное население не было учтено как в 2002 году, так и в 2010.